# Maria Gumfaus Culi
Maria Gumfaus Culi (Santa Coloma de Gramenet, 5 de març de 1922 - Terrassa, 1998), fou una empresària catalana de l'àmbit de la torneria de fusta.
Filla de Josep Gumfaus, natural de Navarcles, que es dedicava al comerç de fusta, i d'Ignàsia Culí Serra, de Santa Coloma, en va heretar la capacitat directiva i d'organització, l'ambició necessària per tirar endavant i el valor de l'esforç i la constància amb esperit positiu. La família s'instal·là entorn de 1925 a Sant Pere de Torelló, on hi havia quaranta-cinc torneries i prop de tres-cents torners i torneres.
Nascuda en un entorn pràcticament rural, tot i que només va aprendre a cosir i de lletra, no va deixar mai de llegir per formar-se contínuament. Es va casar amb Pere Font –torner- i, als anys quaranta del segle xx, plegats, van muntar un negoci a Sant Pere de Torelló, al carrer del Doctor Casas. Quan ell sortia a vendre, ella servia les comandes, pintava les peces de fusta tornejada, organitzava el magatzem, tractava la compra de les matèries primeres: avellaner, boix, faig, pollancre, etc. Fabricaven de tot, però especialment jocs d'escacs de boix.
De seguida es va fer càrrec de la direcció de l'empresa i en duia l'organització i l'administració, era qui feia tractes amb els clients, contractava personal, duia la comptabilitat Va tenir 12 criatures. Entre embarassos, lactàncies i nits sense dormir, Maria Gumfaus va optar per atorgar al negoci un estil industrial. Contractava personal, hi incorporava nova tecnologia -amb màquines semiautomàtiques, algunes inventades a casa seva-, i era una bona negociadora. D'un taller familiar en va generar una indústria.
L'empresa va tenir successives ampliacions al llarg de la seva història. L'última, desafortunada. El canvi de localització de Sant Pere de Torelló a Ripoll va coincidir amb la crisi energètica del 1973. Van haver de tancar les portes. Un any després però, una Maria Gumfaus d'edat avançada, lluny de defallir, obriria una nova empresa en el sector tèxtil.